# Véronique Le Flaguais
Pour les articles homonymes, voir Le Flaguais.
Véronique Le Flaguais (née à Paris le 30 novembre 1947) est une actrice et scénariste québécoise.

## Biographie
Conjointe de Michel Côté et mère de Maxime Le Flaguais, elle est diplômée de l'École nationale de théâtre en 1968.
Lors de la présentation en 1968 de la comédie musicale Monica la mitraille de Michel Conte à la Place des Arts de Montréal, madame Le Flaguais incarne « une caissière ».

## Filmographie

### Cinéma
- 1972 : Françoise Durocher, waitress : l'une des Françoise Durocher
- 1972 : La Vie rêvée : Virginie
- 1989 : Cruising Bar : Gertrude
- 1989 : Jésus de Montréal
- 1994 : La Vie d'un héros : Agathe
- 1994 : Mon amie Max : Mme Michaud
- 2000 : Rats and Rabbits : Olga
- 2007 : Comment survivre à sa mère (Surviving My Mother) : mère de Clara
- 2008 : Cruising Bar 2 : Gertrude
- 2014 : L'Ange gardien : Monique
- 2019 : Menteur : Claire
- 2025 : Menteuse d'Émile Gaudreault : Claire Aubert, la mère de Phil

### Télévision
- 1974 : Avec le temps : Julie Soleil
- 1976 : Du tac au tac : Catherine Lemay
- 1983 : Poivre et Sel : Harmance Potvin
- 1990 : La Fille du maquignon
- 1990 : Les Filles de Caleb : Félicité Pronovost
- 1993 : La Petite Vie (série télévisée) : Bobonne
- 1996 : Marguerite Volant : Isabeau de Rouville
- 2002 : Rumeurs : Michèle Lauzon
- 2003 : Le Petit Monde de Laura Cadieux : la belle-mère
- 2009 : Et Dieu créa… Laflaque : voix de la Dre Robert
- 2013 : Mémoires vives : Francine Blanchard

## Théâtre
- 1968 : Monica la mitraille (comédie musicale) : Une caissière

## Récompenses et nominations

### Récompenses
- 1991 - Prix Gémeau, Meilleure interprétation féminine rôle de soutien : dramatique pour le rôle de Félicité Pronovost dans Les Filles de Caleb